# Права ЛГБТ+ особа у Италији
| \| \| \| \| Застава Италија \| Застава дугиних боја \| |                                                                                               |
| Положај Италија                                        |                                                                                               |
| Законска регулатива                                    |                                                                                               |
| Легализација хомосексуалности                          | – од 1890.                                                                                    |
| Родни идентитет                                        | - од 2016. године, стерилизација није потребна                                                |
| Антидискриминациони закони                             | - Забрањује неке облике дискриминације                                                        |
| Узраст сексуалне сагласности                           | – Изједначен на 14 година.                                                                    |
| Војна служба                                           | - од 1947.                                                                                    |
| Породична права                                        |                                                                                               |
| Брак                                                   | - Признају се бракови склопљени изван земље.                                                  |
| Истополна заједница                                    | од 2016.                                                                                      |
| Усвајање                                               | - истополни партнер може да усвоји дете ако је други партнер биолошки родитељ детета од 2016. |
| Ин витро фертилизација за лезбијке                     |                                                                                               |
| ЛГБТ+ у Италији                                        |                                                                                               |
| Организације                                           |                                                                                               |
| Права                                                  |                                                                                               |
| Медији                                                 |                                                                                               |
| Догађаји                                               |                                                                                               |
| Особе                                                  |                                                                                               |
| Значајна места                                         |                                                                                               |
| ЛГБТ+ портал                                           |                                                                                               |
| Застава Италија                                        | Застава дугиних боја                                                                          |
| Застава Италија                                        | Застава дугиних боја                                                                          |

Италија је више векова била под јаким утицајем Католичке цркве, која је битно утицала и на став грађанки и грађана о ЛГБТ питањима. Данас су људи толерантнији, мада конзервативни политичари, као што је Силвио Берлускони, отворено се противе растућем тренду признавања права ЛГБТ особа. Према истраживањима Еуробарометера из 2006. године 31% Италијана и Италијанки подржава истополне бракове, док 24% сматра да се истополним паровима треба омогућити усвајање деце. Подршка за оба ова питања је испод просека Европске уније, који износи 44%, односно 33%, тим редом. Према новијем истраживању, спроведеном 2007. године 45% Италијана и Италијанки подржава неки облик истополне заједнице, док се 47% људи противи. Истраживање из 2014. је показало 55% подршке истосполним браковима.

## Легализација
Истополни односи у Италији су легализовани 1889. године, изменом Кривичног закона који је ступио на снагу 1890. Од тада нису увођени закони који забрањују истополне односе у Италији. Упркос томе, гејеви су били прогањани за време фашизма у Италији.
Граница за законско ступање у сексуалне односе је изједначена за истополне и хетеросексуалне парове на 14 година.

## Антидискриминациони закони
Тоскана је била прва област у Италији која је донела закон о забрани дискриминације на основу сексуалне оријентације, 2004. године. Берлусконијева влада је покушала да поништи овај закон, али је Уставни суд потврдио важење већег дела закона, изузимајући само део који се односио на забрану дискриминације при смештају у приватне куће и религијске институције. 
Италија, по директивама Европске уније, забрањује дискриминацију на основу сексуалне оријентације при запошљавању.

## Војска
У Италији је постојао закон који забрањује гејевима да служе војску. 

## Истополне заједнице
Истополни парови који живе у Италији немају права по питању заједничке имовине, социјалног осигурања и наслеђивања. У току предизборне кампање за локалне изборе 2005. године, многе лево оријентисане локалне власти су издале резолуције којима подржавају неки облик регистрованог партнерства сличан ПАЦС-у у Француској. Међу овим областима су Тоскана, Умбрија, Лациј, Емилија-Ромања, Кампанија, Марке, Апулија, Лигурија, Абруцо. Сицилија и Ломбардија се званично противе истополним заједницама. Међутим, ове резолуције имају само симболички значај. 
Продијева влада је фебруара 2007. изнела предлог закона ДиЦо, који би гарантовао нека права невенчаним хетеросексуалним и истополним паровима. Овај предлог закона је изазвао бурне реакције Католичке цркве и представника конзервативних снага Италије и закон није усвојен. Нова Берлусконијева влада нема у својој агенди признавање грађанских права истополних парова.
| Подршка Италијанског народа за геј права | 2009  | 2010  | 2012  | 2013 | 2014 |
| Подршка Италијанског народа за геј права | Да    | Да    | Да    | Да   | Да   |
| ---------------------------------------- | ----- | ----- | ----- | ---- | ---- |
| Признавање истополних парова             | 58.9% | 61.4% | 62.8% | 79%  | 69%  |
| Истополни брак                           | 40.4% | 41%   | 43.9% | 48%  | 55%  |
| Цивилне уније, не брак.                  | 18.5% | 20.4% | 18.9% | 31%  | -    |

## Животни услови
| Истополна активност?                                                                            | (од 1890)                          |  |
| Узраст сексуалне сагласности?                                                                   | (од 1890)                          |  |
| Анти-дискриминациони закони у запошљавању?                                                      | (од 2003)                          |  |
| Анти-дискриминациони закони о пружању добара и услуга?                                          | Не                                 |  |
| Анти-дискриминациони закони у сваком погледу (укључујући неизравну дискриминацију, говор мржње) | Не                                 |  |
| Истополни бракови?                                                                              | (На разматрању)                    |  |
| Признавање истополних парова?                                                                   | (од 2016)                          |  |
| Признавање другог партнера као родитеља?                                                        | (од 2016)                          |  |
| Заједничка усвајања од стране истосполних парова?                                               | (од 2016)                          |  |
| Право на служење војног рока?                                                                   | (од 1947)                          |  |
| Законска промена пола?                                                                          | (од 1982)                          |  |
| Мушкарци који имају секс с мушкарцем могу донирати крв?                                         | (од 2001)                          |  |
| Сурогат?                                                                                        | (Сурогат је забрањен за све особе) |  |
| Ин витро фертилизација за лезбијке?                                                             | Не                                 |  |